# Forbes 30 Under 30
Forbes 30 Under 30 (с англ. — «Список 30 до 30 от Форбс») — набор списков из 30 человек до 30 лет, ежегодно публикуемых журналом Forbes и его региональными версиями. В США выходят 20 списков по различным отраслям, в Европе и Азии — ещё по 10 списков, и один в Африке. Также Forbes проводит одноимённую конференцию.
Forbes запустил проект 30 Under 30 в 2011 году под руководством журналиста Рэндалла Лейна. Изначально списков было 12, с 2012 года их 15, с 2015 года — 20. В 2016 году вышли европейская и азиатская версии по 10 списков, в 2018 году — африканская с одним списком.